# رسکیو آو د رنوین
رسکیو آو د رنوین (به انگلیسی: The Rescue of the Renown) یک کشتی بود. این کشتی در سال ۱۸۷۳ ساخته شد.